# Hootie & the Blowfish (album)
Hootie & the Blowfish is het vierde studioalbum van de Amerikaanse rockband Hootie & the Blowfish. Het album bevat de hitsingles "Innocence" en "Little Darlin'".

## Tracklist
1. "Deeper Side" - 3:38
2. "Little Brother" - 3:09
3. "Innocence" - 3:24
4. "Space" - 2:15
5. "I'll Come Runnin'" - 3:48
6. "Tears Fall Down" - 3:05
7. "The Rain Song" - 3:52
8. "Show Me Your Heart" - 4:03
9. "When She's Gone" - 4:06
10. "Little Darlin'" - 3:18
11. "Woody" - 3:15
12. "Go and Tell Him (Soup Song)", inclusief een hidden track: "Alright" " - 9:41

- 12.1 "Go and Tell Him (Soup Song)" - 4:12
- 12.2 "Stilte" - 1:40
- 12.3 "Alright" - 3:49

## Hitlijsten en verkoop
| Land                    | Toppositie | Certificatie | Verkoop                 |
| ----------------------- | ---------- | ------------ | ----------------------- |
| Verenigde Staten (RIAA) | 46         | -            | 162.000 (augustus 2005) |